# Adem Kastrati
Adem Kastrati (Karaçevë (Kosovo), 15 gennaio 1933 – Shkup (Macedonia del Nord), 24 settembre 2000) è stato un pittore albanese originario del Kosovo, noto per la sua tecnica distintiva di pittura con argilla e colori della terra.

## Biografia
Nato nel villaggio di Karačevo, nella parte alta di Kamenica, Kosovo, apparteneva alla prima generazione di pittori dopo la Seconda Guerra Mondiale, e il suo nome occupa un posto di rilievo tra gli artisti figurativi che vissero e crearono durante il periodo della Jugoslavia. Visse e lavorò nella Macedonia del Nord, lasciando importanti opere.

## Stile e tematiche
Nelle opere di Kastrati predominano temi sociali con elementi etno-folkloristici degli ambienti rurali. La vita quotidiana è costantemente rappresentata attraverso l’intreccio tra natura e figura dell’uomo comune, descritta con un lirismo socio-antropologico sotto il cielo rurale albanese. Al centro delle composizioni di questo ciclo, l’autore fissa la figurazione, in particolare la figura umana, dotata di identità sociale e psicologica con caratteristiche degli ambienti kosovaro-albanesi.
Inizialmente Kastrati dipingeva con tecnica a olio, ma in seguito, con grande dedizione, iniziò anche a usare colori della terra, tecnica per la quale divenne noto. Alcune delle sue opere più celebri sono: Magja (1989), Dasmorët (1989), Darka (1977).
Kastrati divenne un artista famoso grazie alla sua tecnica specifica di pittura con argilla, un approccio originale e unico. Questo metodo di pittura probabilmente rappresenta un legame con la sua infanzia: fin dai primi anni di vita, il suo compito era prendersi cura delle pecore del villaggio natale. Circondato da animali domestici e da una natura piena di pace e verde, sviluppò anche il desiderio di giocare con essa. Da solo, ma anche con gli amici, giocava con argilla, rami e alberi. Questa argilla, talvolta colorata, lo incoraggiava a creare figure con colori diversi, modellandole con l’aiuto dei rami e lasciandole asciugare. Successivamente le colorava con un pennello che costruiva lui stesso con grande abilità dalla coda di un cavallo.
Il noto critico italiano Rolando Certa ha dichiarato: "Siamo grati ad Adem Kastrati e a coloro come lui che ci mostrano il ritorno dei sentimenti e dei valori che sembravano perduti, ma che vivono e si percepiscono ovunque."
Kastrati aveva molti amici in Italia, tra cui il critico Rolando Certa, che apprezzava profondamente la sua arte e la capacità di trasmettere emozioni e valori universali attraverso le sue opere.

## Educazione e carriera
Dopo aver completato l’istruzione secondaria, nel 1954/55 Kastrati fu ammesso all’Accademia di Disegno nella classe del Professor Vangel Koxhoman, da cui apprese le tecniche pittoriche. Da allora iniziò un periodo particolarmente ricco della sua creatività, durato fino alla fine della sua vita.
La creatività artistica di Kastrati è interamente legata ai temi del luogo di nascita. Da un lato una vita segnata da povertà e guerre, dall’altro le rappresentazioni idilliache del luogo natio, i ricordi dell’infanzia, la vita con la famiglia e i colori e profumi indimenticabili, che rimasero impressi nella sua memoria fino alla fine della vita.
I temi delle sue opere sono soprattutto legati all’uomo comune. Kastrati attribuisce particolare importanza alla madre, che presenta come custode della casa. La madre, la donna, dà significato alla vita, cerca ma dona anche dolcezza, amore e gentilezza. Gli uomini appaiono sempre seri: quando lavorano, siedono o si muovono; questa è la loro tradizione. Il ricco folklore è presente in modo evidente nella sua creatività, e la tecnica unica di utilizzo della terra multicolore accentua ulteriormente la specificità dei suoi lavori.

## Mostre
Adem Kastrati, morto a Skopje nel 2000, ha avuto numerose mostre personali a Skopje, Ferizaj, Pristina, Belgrado, Tirana, Gjilan, Parigi, Ginevra, Monaco e altri. Ha partecipato anche a mostre collettive a Lubiana, Zagabria, Dubrovnik, Niš, Palermo, Tirana, Parigi, Arhis (Danimarca), ecc.